# Dusona aequorea
Dusona aequorea är en stekelart som beskrevs av Gupta 1977. Dusona aequorea ingår i släktet Dusona och familjen brokparasitsteklar. Inga underarter finns listade i Catalogue of Life.